# Eva Twaroch
Eva Maria Helga Twaroch (* 14. Juli 1963 in Wien; † 29. Dezember 2018 in Paris) war eine österreichische Journalistin. Sie war zuletzt Auslandskorrespondentin des ORF in Frankreich.

## Leben
Die Tochter des Juristen, Rundfunkmanagers und Journalisten Paul Twaroch maturierte im Jahr 1981 und studierte an der Universität Wien Französisch und Psychologie. An der Universität Orléans absolvierte sie 1982 ein Auslandssemester. Im selben Jahr begann sie auch als freie Mitarbeiterin beim ORF, wo sie sowohl für Radio Österreich International als auch für die Kulturredaktion und Seitenblicke arbeitete.
Gleichzeitig arbeitete sie auch für französische Medien als Journalistin.
Eva Twaroch war ab 1991 Korrespondentin in Paris. Ab 2008 unterrichtete sie am Institut für Politikwissenschaft der Universität Innsbruck.
Eva Twaroch war mit einem französischen Schauspieler verheiratet und Mutter von Zwillingstöchtern.
Sie starb am 29. Dezember 2018 in Paris an den Folgen eines Herzinfarkts. Das Ableben Twarochs rief in Österreich vom ORF bis in die Medienpolitik tief betroffene und anteilnehmende Reaktionen hervor. Unter anderem würdigte Bundespräsident Alexander Van der Bellen Twaroch als „herausragende Journalistin und Korrespondentin mit hohem Engagement und großer Sachkenntnis“.
Eva Twaroch wurde in Wien auf dem Gersthofer Friedhof (Gruppe N, Nummer 35) begraben.

## Auszeichnungen
- 1999: Joseph-Roth-Preis für internationale Publizistik
- 2007: Goldenes Verdienstzeichen um die Republik Österreich[10]
- 2015: Leopold-Kunschak-Preis[11]

## Schriften
- König ohne Krone. In: Roland Adrowitzer (Hrsg.): Mit eigenen Augen. ORF-Korrespondenten berichten. Verlagsgruppe Styria, Wien/Graz/Klagenfurt 2012, ISBN 978-3-222-13379-4, S. 149–162.